# Mírame (álbum de María Conchita Alonso)
Mírame es el título del tercer álbum de estudio grabado por la cantautora y actriz venezolano-estadounidense María Conchita Alonso. Fue lanzado al mercado por la empresa discográfica PolyGram Latino en 1987.
Con este disco cosechó grandes éxitos, aumentando sus niveles de ventas, colocando grandes y románticos. El álbum incluye temas tales como "Y es que llegaste tú", "Mírame", "Lluvia de amor" y "Otra mentira más" que nuevamente la colocarían en las posiciones principales de las carteleras musicales del mundo latinoamericano.

## Lista de canciones
1. Ganar o perder (K. C. Porter - Mark Spiro)
2. Te amo, te amo (Ricardo Ceratto)
3. Tú, mi hombre (Rudy Pérez)
4. Lluvia de amor (Roberto Livi - Harold Steinbauer)
5. Todo lo que yo pretendo (Miguel A. Musso - Rodolfo Castillo - K. C. Porter)
6. Soy tu mujer (Glenn Monroig - K. C. Porter - Mark Spiro)
7. Hielo (Luis Ángel - Rodolfo Castillo - K. C. Porter)
8. Otra mentira más (Rodolfo Castillo - K. C. Porter)
9. Y es que llegaste tú (Luis Ángel)
10. Mírame (María Conchita Alonso - Glenn Monroig - K. C. Porter - Mark Spiro)

- Datos: Q6036073